# 三明市三元区东安小学
三明市三元区东安小学，又名三元区东安小学，是位于中华人民共和国福建省三明市梅列区的一所全日制公立小学，于1958年创办。该校的前身为徐碧小学，于2010年9月更名为梅列区第二实验小学，2017年12月更名为三明市实验小学东安分校，2021年7月更名为现名三元区东安小学。

## 学校荣誉
- 入选2012-2014年度省级文明校园[3]
- 入选2015-2017年度省级文明校园[4]
- 入选2018-2020年度省级文明校园[5]